# Franciszek Barss

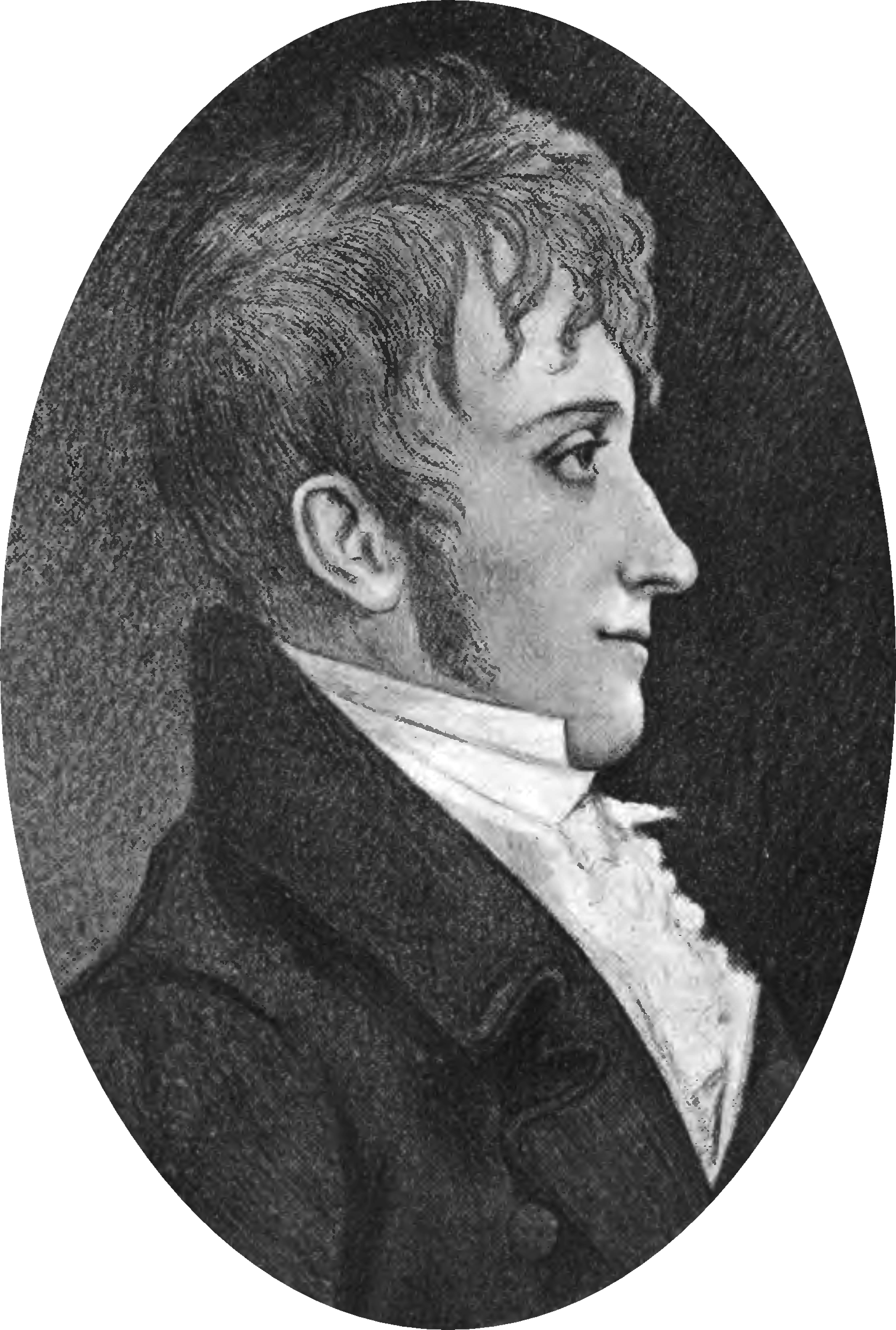
Franciszek Barss, miniatura współczesna

Franciszek Barss (ur. 18 lutego 1760 w Warszawie, zm. w 1812) – palestrant warszawski, publicysta, tłumacz i dyplomata emigracyjny.

## Życiorys
Syn warszawskiego mieszczanina Piotra Pawła Barszcza (sekretarza królewskiego, pisarza sądów biskupich poznańskich i warszawskich) i Franciszki z Gaudzickich (Gawdzickich). Żona, Ludwika z domu Rafałowicz. W młodości otrzymał staranne wykształcenie, dzięki któremu podjął pracę w warszawskiej palestrze (jako obrońca sądowy niezamożnych)
W swojej publicystyce występował w obronie mieszczaństwa i postulował przyznanie mu praw publicznych. W roku 1789 związał się z prezydentem Warszawy Janem Dekertem (organizował zjazd przedstawicieli miast polskich) i był jednym z organizatorów czarnej procesji. Być może, dla powstrzymania jego radykalizmu mieszczańskiego Sejm Czteroletni (przygotowywał akt oskarżenia w procesie Adama Ponińskiego), konstytucją z 11 listopada 1790 nobilitował go. Szczególnie aktywny w latach 1788–1792, w czasie obrad Sejmu Czteroletniego. Współautor uchwały Sejmu "Prawo miast" z 18 kwietnia 1791 oraz, wraz z Hugonem Kołłątajem i Janem Dekertem, wystąpienia dla Sejmu w sprawie statutu miast, opracował także projekt ustawy o organizacji sądownictwa. Brał aktywny udział w pracach komisji koronnej przygotowującej tzw. Kodeks Stanisława Augusta.
Po uchwaleniu Konstytucji 3 maja 1791 wszedł do Zgromadzenia Przyjaciół Konstytucji Rządowej. Został wyznaczony deputatem stolicy (wydziału warszawskiego) i plenipotentem miast prowincji wielkopolskiej, do prac sejmowych nad reformą sądownictwa miejskiego. Po zwycięstwie konfederacji targowickiej wyemigrował (1792) do Wiednia. W sierpniu 1793 roku wrócił do Warszawy i wszedł do sprzysiężenia przygotowującego wybuch insurekcji kościuszkowskiej.
Przyjaciel i współpracownik Tadeusza Kościuszki. W trakcie przygotowań do insurekcji kościuszkowskiej 10/11 września 1793 roku mianowany delegatem (posłem) Tadeusza Kościuszki w Paryżu, wyjechał tam na przełomie stycznia i lutego 1794 roku. Miał za zadanie, jako przedstawiciel Rady Najwyższej Narodowej, uzyskać pomoc finansową i polityczną od Francji. Na skutek sytuacji rewolucyjnej Barssowi nie udaje się osiągnąć żadnych rezultatów. Wszelkie próby wywarcia wpływu na rewolucyjny rząd francuski, łącznie z osobistym listem do Robespierre'a nie odniosły skutku.
Jako członek Agencji (reprezentujący jednocześnie emigrantów polskich w Mediolanie), agitował za utworzeniem w Paryżu legionów polskich – był ich późniejszym przedstawicielem. Latem 1798 zamieszkał u niego powracający z USA Tadeusz Kościuszko, który początkowo ulegał jego wpływowi, jednak już w roku 1799 ich koncepcje polityczne rozeszły się. W roku 1802 Barss został komisarzem wojskowym w republice włoskiej na służbie u ks. Eugeniusza de Beauharnais. W 1812 wyruszył z korpusem włoskim przeciwko Rosji. Zajmował się dostawami żywności dla armii napoleońskiej. Tam prawdopodobnie zginął w czasie odwrotu spod Moskwy.

## Twórczość

### Ważniejsze mowy i utwory
- Przymówienie się w sprawie... instygatorów Obojga Narodów i ich donoszącego... Wojciecha Turskiego, szambelana Jego Królewskiej Mości, przeciwko W. Adamowi Łodzia Xciu Ponińskiemu, podskarbiemu wielkiemu koronnemu, Warszawa 1790, (autorstwo według rękopisu nr 283, s. 622, w Aktach Miasta Stołecznego Warszawy w Archiwum Głównym Akt Dawnych; Estreicher przypisuje je W. Turskiemu)
- Głos jegomości pana plenipotenta miast prowincji Wielkopolskiej imieniem miast Koron. i W. X. Lit. ze zlecenia współ plenipotentów miany na ratuszu miasta stołecznego Warszawy, w czasie przyjmowania prawa miejskiego przez JW. Stanisława Małachowskiego... dnia 29 kwietnia r. 1791 w egzekucji prawa pod dniem 18 miesiąca i roku tegoż  jednomyślną Najjaśn. Stanów Rzeczypospolitej zgodą dla uszczęśliwienia ludu ustanowionego, wygłoszona w 1791, brak miejsca i roku wydania, przedr.: Materiały do dziejów Sejmu Czteroletniego, t. 4, Wrocław 1961
- Mowa na zebraniu wydziałowym miast wydziału warszawskiego z 10-13 sierpnia 1791, ogł. (A. Balewicz w): Diariusz zgromadzeń miejscowego miasta Warszawy i wydziałowego miast Rzeczypospolitej..., Warszawa (1791), przedr.: Materiały do dziejów Sejmu Czteroletniego, t. 4, Wrocław 1961
- La Russie officieuse, Paryż (1799).

R. Pilat przypisywał mu ponadto autorstwo broszury: Bezstronne uwagi nad mową J. W. Jezierskiego..., brak miejsca wydania 1790).

### Przekłady
- Mowy za czterema stanami: kupieckim, rolniczym, żołnierskim i ludzi uczonych. Który z nich jest krajowi pożyteczniejszy, a zatym pierwszy do łask i szczególniejszej monarchów opieki. Przełożone z francuskiego przez...[2], Warszawa 1775
- Zdanie moje o pojedynkach, czyli list oficjera francuskiego do jednego ze swoich przyjaciół. Przełożone z francuskiego przez...[3], Warszawa 1776
- E. Moore: Bewerlej, czyli gracz angielski. Tragedia w 5 aktach[4], Warszawa 1777; wyd. następne: wyd. J. Pawłowicza "Drama mieszczańska", Warszawa 1955, Teatr Polskiego Oświecenia, (Barss przełożył prozą z przeróbki franc. wierszowanej B. J. Saurina, który dokonał jej na podstawie francuskiego przekł. prozą D. Diderota).

### Listy i materiały
- Do I. Potockiego z lat 1783-1784, rękopis w Archiwum Głównym Akt Dawnych (Archiwum Wilanowskie, sygn. 279b/II)
- "Listy" w: Listy znakomitych Polaków wyjaśniające historię legionów[5], Kraków 1831
- Do S. Małachowskiego z roku 1797, Przegląd Historyczny, t. 6, 1908, s. 80
- Do: J. Wybickiego (28 listów), J. Wielhorskiego (5) i H. Dąbrowskiego (3) z lat 1797-1801; także list od Wybickiego (1) z roku 1797; ogł. A. M. Skałkowski Archiwum Wybickiego, t. 1-2, Gdańsk 1948-1950, (tu częściowo przedr. z pozycji Listy znakomitych Polaków...)
- Od H. Kołłątaja, ogł. L. Siemieński w książce: Listy H. Kołłątaja pisane z emigracji w r. 1792, 1793 i 1794, t. 1-2, Poznań 1872
- Od H. Kołłątaja z 21 września i 17 października 1794, fragmenty ogł. W. M. Kozłowski "Kościuszko, Kołłątaj i rewolucja francuska", Kwartalnik Historyczny 1898, s. 837 nn.
- Od F. K. Dmochowskiego z roku 1796, ogł. W. Smoleński "Emigracja polska z lat 1795-1797", Przegląd Historyczny, t. 11, 1910 i odb., Warszawa 1911
- Myśli do prospektu rozdziału VI-go księgi I-ej o właścicielach placów i gruntów miejskich, wyd. S. Borowski Kodeks Stanisława Augusta, Warszawa 1938, s. 163-165.